# Château Marcel
Le château Marcel est un château situé route de Port-Galland sur la commune de Saint-Jean-de-Niost. C'est une ancienne maison forte vouée à l’exploitation agricole dès le XVIe siècle.

## Histoire
Il appartient en fin de XVIIe siècle aux De Digoine, seigneurs à Bourg-Saint-Christophe. Il est ensuite acheté par François Plantier puis cédé à la famille de Montherot qui le restaure en 1759. Le 20 février 1786, le château est revendu à M. de Saint-Innocent. En 1839, est construite une chapelle.